# Anaea oenomaiis
Anaea oenomaiis är en fjärilsart som beskrevs av Jean Baptiste Boisduval 1870. Anaea oenomaiis ingår i släktet Anaea och familjen praktfjärilar. Inga underarter finns listade i Catalogue of Life.